# Festivalul Kawagoe Hikawa

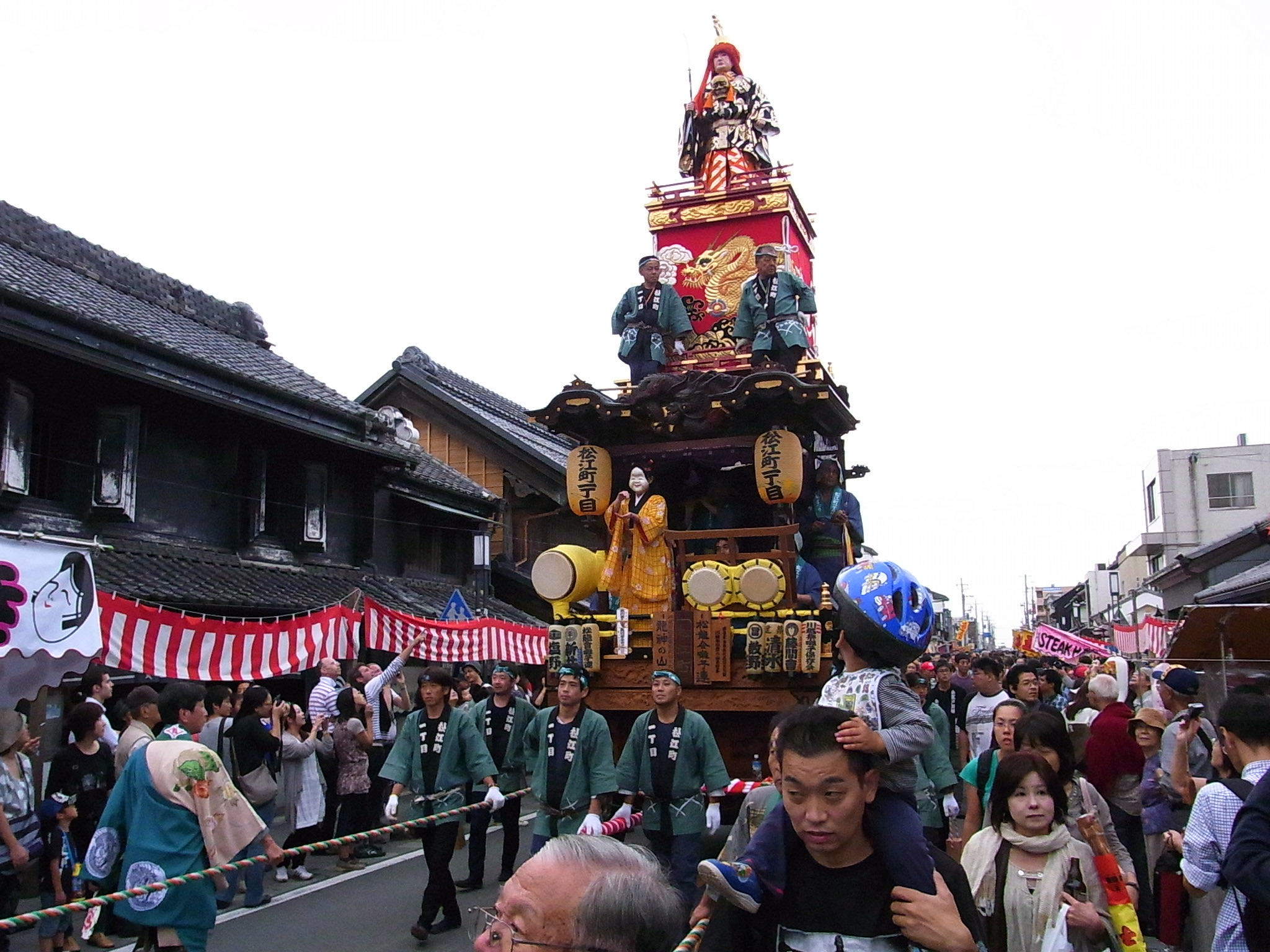

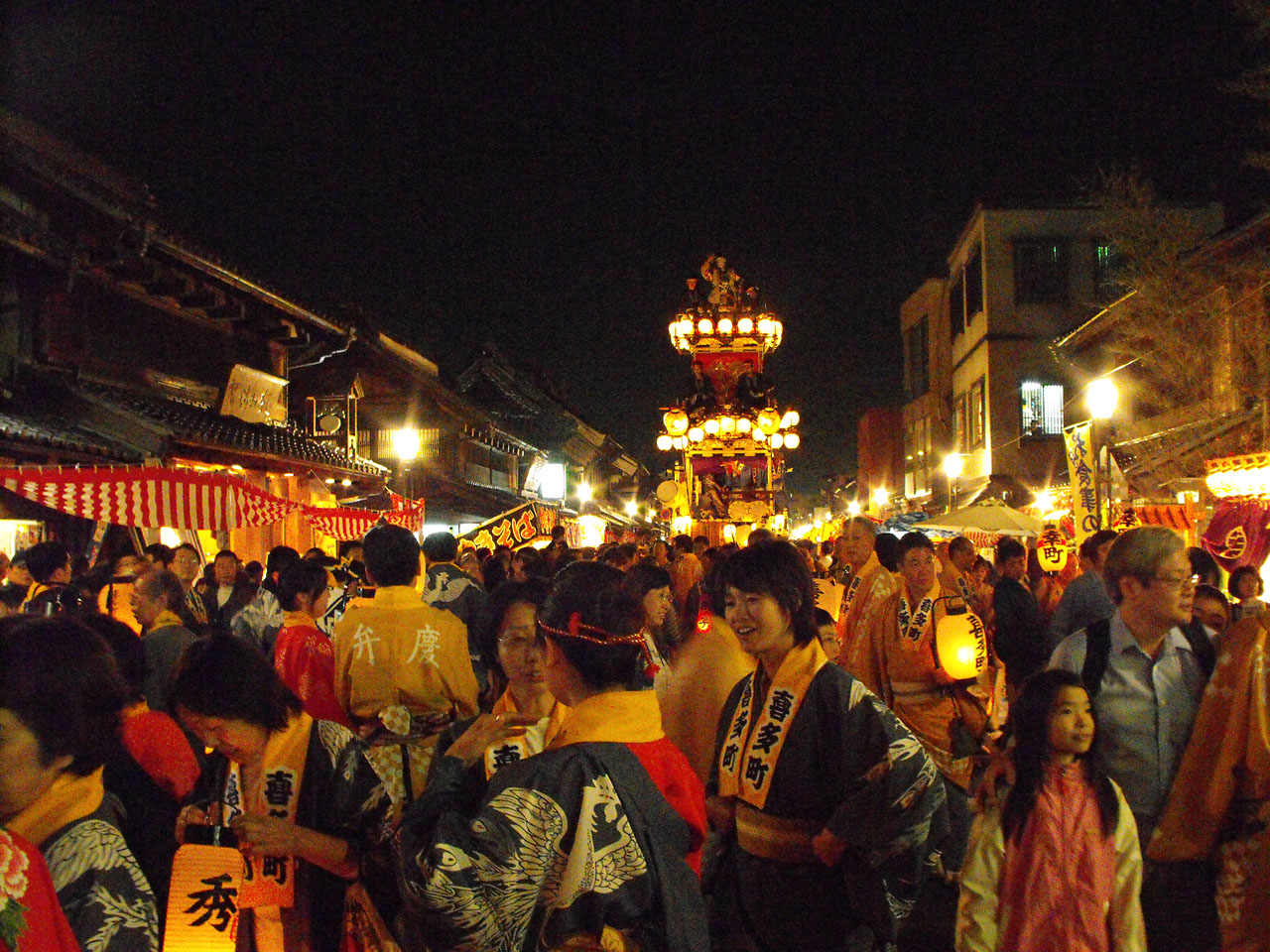

Festivalul Kawagoe, numit oficial Festivalul Kawagoe Hikawa (川越氷川祭 Kawagoe Hikawa Matsuri?), este un festival tradițional japonez organizat anual în cel de-al treilea week-end din octombrie în orașul Kawagoe, Prefectura Saitama. Festivalul este cel mai mare eveniment din Kawagoe și are peste 360 de ani vechime. Acesta atrage aproximativ un milion de turiști pe parcursul celor două zile. Marele concurs al festivalului are loc în castelul Kawagoe, inclusiv în zona vechiului depozit numită Zona Kurazukuri.
În 2005, festivalul a fost desemnat drept Bun Cultural Imaterial Popular Important Național cu titlul de „Evenimentul Festivalului Carelor Kawagoe Hikawa” și, în 2016, festivalul a fost inclus pe lista UNESCO a Patrimoniului Cultural Imaterial ca fiind unul dintre „Festivalurile Carelor Yama, Hoko și Yatai din Japonia”.

## Momente principale
Punctul culminant al festivalului Kawagoe este „Hikkawase” sau confruntarea muzicală dintre care. Aproximativ 50 de membri din diferite cartiere își plimbă carele alegorice prin centrul orașului. Când carele alegorice din diferite cartiere se întâlnesc într-o intersecție sau în alte locuri, acestea își rotesc scenele astfel încât să fie față în față și să se poată confrunta prin dans și muzică numită „Ohayashi”. 
Ohayashi este acompaniamentul muzical cântat de cinci muzicanți, și anume: un flaut, o tobă mare, două tobe mici și un clopoțel. Împreună cu dansatori, care poartă mască de vulpe sau leu, este pus în scenă un spectacol impresionant de muzică și dans.
În timp ce muzica și dansul cresc în intensitate, atât persoanele care trag carele, cât și publicul își încurajează interpreții preferați. Seara, festivalul ajunge la apogeu, când carele sunt luminate de felinare ținute de persoanele care le trag.

## Care alegorice
Principala atracție a festivalului este procesiunea de care alegorice. Există 29 de care, păstrate de către fiecare cartier din oraș, iar în jur de 20 dintre acestea participă la festival.
Carul are două caracteristici remarcabile. Una este carul în stil Edo etajat: nivelul inferior este o mică scenă decorată și dotată cu acoperiș, iar nivelul superior este o platformă cu o păpușă. Platforma cu păpușă este mobilă, ca un lift acționat manual, pentru ca întreg nivelul, inclusiv păpușa, să poată fi coborât în interiorul nivelul inferior, în spatele scenei, reducând înălțimea totală a carului de la 8 m la 4 m.
Păpușile își au originile în cultura tradițională japoneză, cum ar fi piesele Noh și poveștile populare, sau sunt modelate după figuri istorice. Fiecare car este adesea numit după personajul care a inspirat crearea păpușii.
Cealaltă caracteristică este scena care se poate roti 360° pe orizontală, separat de roțile carului. Această caracteristică este destinată pentru a face posibilă confruntarea față în față atunci când două care din cartiere diferite se întâlnesc la festival prin lupte muzicale numite „Hikkawase”.

## Istoric
Se spune că festivalul Kawagoe datează de la mijlocul secolului al XVII-lea, când Matsudaira Nobutsuna, stăpânul domeniului Kawagoe, a donat, printre altele, un altar portabil către Altarul Hikawa. Acest Altar organiza un singur festival, „Reitaisai”, dedicat recunoștinței pentru recoltele bune, la care puteau participa doar preoții altarului.
Îngrijorarea lui Nobutsuna că orașul nu avea un festival mare pentru toți locuitorii și donația acestuia au determinat altarul să organizeze un alt festival, numit „Jinkosai”, căruia i s-au alăturat repede zece cartiere din împrejurimi.
Festivalul Kawagoe de astăzi este format din „Jinkosai” și procesiunea oamenilor de după.
Festivalul s-a dezvoltat treptat, pe măsură ce a încorporat stilul de festivaluri Edo, precum festivalul San-no și festivalul Kanda.
Aceste festivaluri, numite Tenka Matsuri, erau sponsorizate de shōgun (conducătorul Japoniei) și chiar onorate cu prezența acestuia în timpul perioadei Edo și erau atrăgătoare pentru comercianții din Kawagoe.
Succesul transportului cu barca pe râul Shingashi spre Edo a adus prosperitate comercianților din Kawagoe și le-a oferit acces la cele mai recente tendințe din Edo.
Astfel, comercianții din Kawagoe, uimiți de splendoarea și dimensiunea Tenka Matsuri, au încercat să introducă stilul Edo în festivalul Kawagoe la începutul secolului al XIX-lea.
Ei au cerut meșteșugarilor care creau carele pentru Tenka Matsuri să facă același tip de care pentru festivalul Kawagoe. Deoarece doar care etajate erau folosite pentru Tenka Matsuri, același tip de car a fost introdus și în Kawagoe. La Tenka Matsuri, deoarece carele erau arătate shōgunului, era necesar ca ele să treacă prin poarta castelului, care nu era suficient de înaltă. Astfel s-a ajuns la reducerea înălțimii carelor prin mobilitatea nivelului superior. 
După prăbușirea guvernării shōgun, numărul de festivaluri la care participau care a scăzut în Tokyo, în timp ce în festivalul Kawagoe a continuat să se dezvolte.
Unele cartiere din Kawagoe au continuat să creeze care noi și au introdus scena rotativă pentru confruntările Ohayashi.
După al doilea Război Mondial, cartiere noi, altele decât cele zece originale, au început să se alăture festivalului, iar numărul de cartiere care participă este în creștere. Astăzi, 29 de care sunt păstrate în oraș, 28 fiind deținute de cartiere și unul fiind deținut de orașul Kawagoe.